# Fun City
Fun City (tidigare känt som Himleriket) var en nöjespark i Himle i Varbergs kommun. Här fanns tivoli med bland annat berg- och dalbanan Ragnarök, badlandet Tropical Beach, cirkus, en mindre djurpark med djur som kameler, lamadjur, getter, höns och kaniner samt Vilda Västern-staden Gun City.
Efter mindre lyckade investeringar år 2010 och en dålig säsong år 2011 minskades utbudet kraftigt. Fun City hade tappat en fjärdedel av besökarna. Djurparken och karusellerna togs bort och endast vattenlandet var kvar till säsongen 2012.
Fun City fick under 2012 ett tillfälligt bygglov för stugor placerade på området. Dessa stugor användes senare som asylboende. Asylboendet benämndes av Migrationsverket som "tillfälligt boende" och hade plats för 200 personer. Boendet har kritiserats för att inte ha bygglov för bostäderna samtidigt som bolaget som driver det fått miljoner i intäkter. Samma företag driver även ett asylboende i Norberg.
Vid Fun City fanns efter stängningen av nöjesparken ett asylboende Björkgårdens Stugby där Röda Korset hade verksamhet.
Fun City planerade att till säsongen 2016 öppna en anläggning för vågsurfing bestående av en bassäng på 300 x 80 meter med artificiella vågor. Av dessa planer blev aldrig något av.
I april 2016 spreds det en del bilder från den nerlagda nöjesparken på Imgur där källan var en svensk urbexare som hade varit inne på området för att fotografera och filma. Då även Hallands Nyheter länkade till bilderna i ett reportage spred sig informationen om platsen till en vidare krets med en stor tillströmning av nyfikna som saboterade och bröt sig in vilket uppmärksammades av bland annat SVT och Hallands Nyheter.
Under sommaren 2017 köptes marken upp av ett konsortium bestående av Sjöströms fastigheter Varberg, Lindebergs FF AB, Derome Hus AB, Hotell AB Draupner. Dessa har planer på att omvandla marken till bostadsområde. 
I slutet av sommaren 2017 revs alla rester från nöjesparken och det enda som fortfarande står kvar idag är skylten vid infarten och jätten uppe på berget.